# Grado (Hiszpania)
Grado – gmina w Hiszpanii, w prowincji Asturia, w Asturii, o powierzchni 216,71 km². W 2011 roku gmina liczyła 10 746 mieszkańców.